# Henkie Waldschmidt

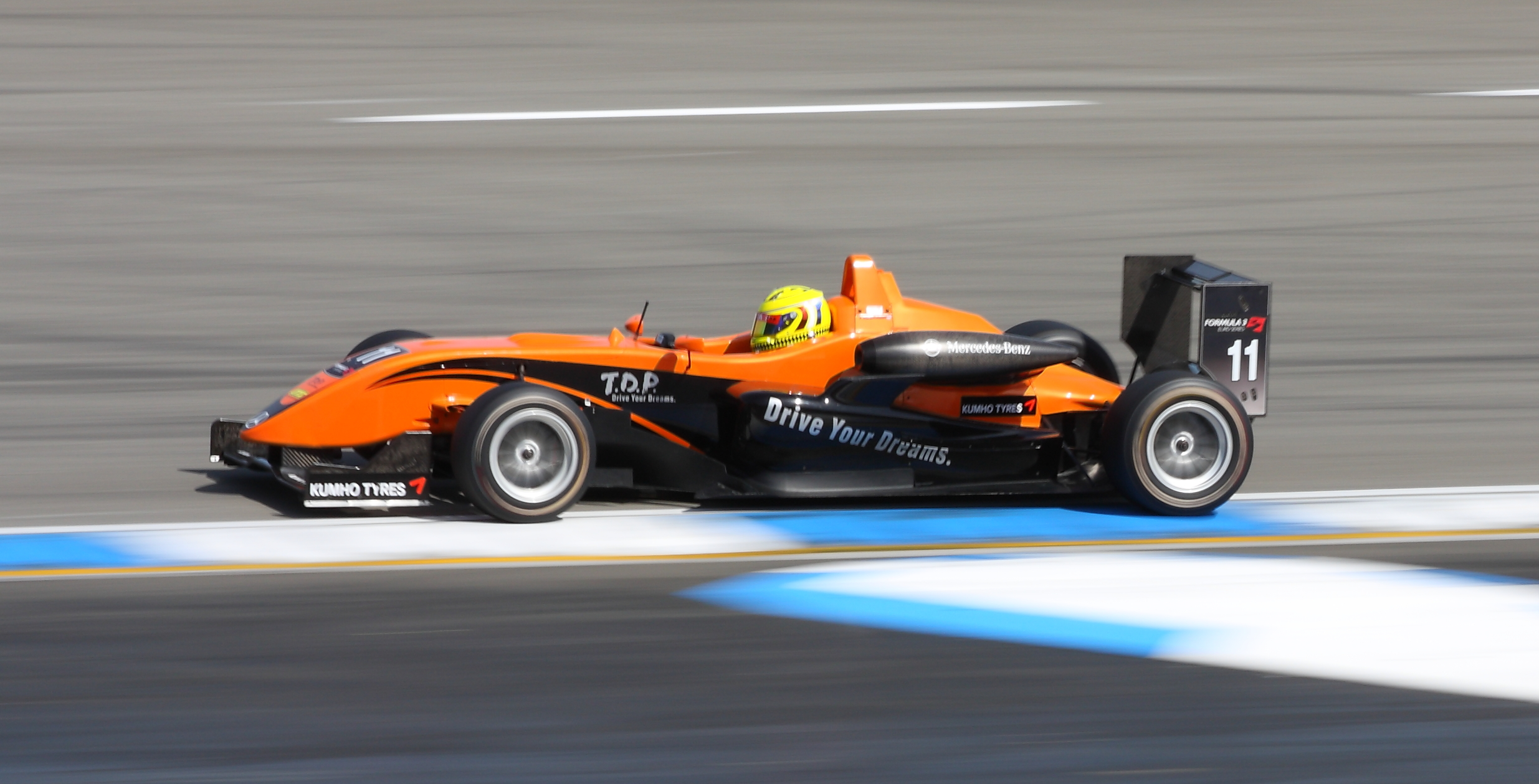
Waldschmidt bei der Formel-3-Euroserie am Hockenheimring (2009)

Henkie Waldschmidt (* 28. Juni 1988 in Den Haag) ist ein niederländischer Rennfahrer.
Waldschmidt begann seine Motorsportkarriere 1995 im Kartsport, in dem er bis 2005 aktiv war. Dabei gewann er einige Junioren-Meisterschaften. 2006 wechselte er in den Formelsport und startete sowohl in der italienischen Formel Renault, als auch im Formel Renault 2.0 Eurocup. Während er im Eurocup den 15. Gesamtrang belegte, wurde er Sechster der italienischen Formel Renault. 2007 blieb er in den beiden Meisterschaften und belegte in beiden Fahrerwertungen den siebten Gesamtrang. In diesem Jahr gelangen ihm insgesamt drei Siege.
2008 wechselte Waldschmidt in die Formel-3-Euroserie zu SG Formula und er blieb in seiner ersten Saison ohne Punkte. Sein bestes Resultat war ein siebter Platz. 2009 bestritt Waldschmidt für SG Formula seine zweite Saison in der Formel-3-Euroserie. In diesem Jahr gelangen ihm erste Platzierungen in den Punkten und er belegte am Saisonende den 12. Platz in der Gesamtwertung.
Im Dezember 2008 machte Waldschmidt bei Testfahrten für das Toyota-Team erste Erfahrungen in einem Formel-1-Boliden.

## Karrierestationen
- 1995–2005: Kartsport
- 2006: Formel Renault 2.0 Eurocup (Platz 15); italienische Formel Renault (Platz 6)
- 2007: Formel Renault 2.0 Eurocup (Platz 7); italienische Formel Renault (Platz 7)
- 2008: Formel-3-Euroserie (Platz 26)
- 2009: Formel-3-Euroserie (Platz 12)